# Киви на Мантел
Кивито на Мантел (Apteryx mantelli) е вид птица от семейство Безкрили (Apterygidae). Видът е уязвим от изчезване.

## Разпространение и местообитание
Кивито на Мантел се среща на целия Северен остров в близост до Нортланд, Коромандел, източните части на остров Ароха, остров Малка бариера, остров Кавау, остров Понуи и Вангануи. Приспособило се е да живее в земеделските земи, но все пак предпочита гъстите, субтропични и умерени гори.

## Описание
Женските индивиди достигат на височина до около 40 см и тежат около 2,8 кг, а мъжките около 2,2 кг. Оперението е червено-кафяво.